# Powerlifting ai XVI Giochi paralimpici estivi - 80 kg maschile
Le gare di powerlifting della categoria fino a 80 kg maschile ai XVI Giochi paralimpici estivi si sono svolte il 28 agosto 2021 presso il Tokyo International Forum.
Il vincitore è stato Rouhollah Rostami.

## Risultati
| Pos. | Atleta                             | Peso (kg) | Sollevamenti (kg) | Sollevamenti (kg) | Sollevamenti (kg) | Sollevamenti (kg) | Risultato (kg) |
| Pos. | Atleta                             | Peso (kg) | 1                 | 2                 | 3                 | 4                 | Risultato (kg) |
| ---- | ---------------------------------- | --------- | ----------------- | ----------------- | ----------------- | ----------------- | -------------- |
|      | Rouhollah Rostami                  | 79,39     | 225               | 228               | 234               | 242               | 234            |
|      | Gu Xiaofei                         | 78,36     | 211               | 215               | 228               | –                 | 215            |
|      | Mohamed Elelfat                    | 79,17     | 207               | 212               | 216               | –                 | 212            |
| 4    | Francisco Tulio Palomeque Palacios | 78,31     | 190               | 196               | 200               | –                 | 200            |
| 5    | Ahmad Razm Azar                    | 78,11     | 193               | 198               | 199               | –                 | 198            |
| 6    | Donato Telesca                     | 78,30     | 193               | 193               | 199               | –                 | 193            |
| 7    | Gkremislav Moysiadis               | 76,19     | 181               | 186               | 187               | –                 | 187            |
| 8    | Ailton Bento de Souza              | 78,91     | 181               | 182               | 182               | –                 | 182            |
| 9    | Yurii Babynets                     | 78,93     | 175               | 185               | 188               | –                 | 175            |